# The Excavation of Hob’s Barrow
The Excavation of Hob’s Barrow – gra przygodowa "wskaż i kliknij" w konwencji horroru, opracowana przez Cloak and Dagger Games i wydana przez Wadjet Eye Games w 2022 roku. Gra ukazała się na komputery PC i konsole Nintendo Switch.

## Rozgrywka
Gracze wcielają się w Thomasinę Bateman, wiktoriańską archeolożkę, która została zaproszona do fikcyjnej wioski Bewlay w celu odkopania antycznego kurhanu. Po przybyciu na miejsce kobieta nie jest w stanie odnaleźć autora listu z zaproszeniem, a lokalni mieszkańcy okazują jej wrogość.

## Odbiór
Według agregatora recenzji Metacritic, The Excavation of Hob’s Barrow spotkał się z pozytywnym przyjęciem ze strony krytyków. Średnia ocena recenzji to 80 dla wersji PC i 83 dla Nintendo Switch.
Gra została nominowana do nagrody gry roku magazynu PC Gamer w 2022 roku.
Samantha Béart, aktorka wcielająca się w rolę Thomasiny, otrzymała wyróżnienie BAFTA Breakthrough za "przełomową" rolę.